# Bothriechis nigroviridis
Bothriechis nigroviridis  е вид отровна змия от семейство Отровници (Viperidae).

## Разпространение и местообитание
Видът е разпространен в планините на Коста Рика и Панама. Обитава високопланински гори и ниски планински влажни гори на надморска височина от 1150 до 2400 метра.

## Описание
Възрастните могат да надвишават 80 см, въпреки че повечето са с дължина под 60 см.